# Palau Reial de Brussel·les
El Palau reial de Brussel·les, que actualment només serveix per les activitats oficials del sobirà belga, va néixer de la reunió de quatre hotels particulars construïts al segle xviii: Walckiers, Bender, Begiojoso i Belle-Vue.
Per tal d'oferir al sobirà, el rei Guillem I dels Països Baixos, una residència digna del seu rang a Brussel·les, on va considerar residir un any de cada dos, els dos hotels centrals, situats a una part i d'altra del carrer Heraldiekstraat, van ser ampliats i units per un edifici central en columnata. Tres arquitectes de la cort - Ghislain-Joseph Henry, Charles Vander Straeten i Tilman-François Suys - van treballar en el disseny entre 1815 i 1829.